# Diocèse de Yamoussoukro
Le diocèse de Yamoussoukro est un diocèse catholique de Côte d'Ivoire, érigé le 6 mars 1992 et appartenant à la province ecclésiastique de Bouaké.
La cathédrale du diocèse est la cathédrale Saint-Augustin de Yamoussoukro à Yamoussoukro, capitale administrative du pays.

## Histoire
En septembre 1990, le pape Jean-Paul II visite la ville de Yamoussoukro où il consacre la basilique Notre-Dame-de-la-Paix
Le 6 mars 1992, le diocèse est érigé par le pape Jean-Paul II par démembrement de la partie sud du diocèse de Bouaké. Il est alors suffragant de l'archidiocèse d'Abidjan jusqu'en 1994, date à laquelle il devient suffragant de l'archidiocèse de Bouaké.

## Territoire
Le diocèse de Yamoussoukro s'étend sur 19 890 km2 et est limité au nord par l'archidiocèse de Bouaké, au sud par le diocèse de Yopougon, à l'est par le diocèse d'Abengourou et à l'ouest par le diocèse de Daloa. En 2022, il regroupe une population totale d'environ 1 424 000 habitants dont environ 151 000 catholiques.

## Statistiques
Le diocèse comptait en 2010 selon l'Annuaire pontifical 48 prêtres, dont 36 séculiers et 12 réguliers, 18 religieux et 72 religieuses, ainsi que 2 diacres permanents, répartis en 19 paroisses, pour 125 651 baptisés, soit 13,1% de la population totale.

### Source
- (en) Giga-Catholic Information